# 간장
간장( - 醬, 영어: soy sauce, soya sauce)은 음식의 간을 맞추는, 짠맛이 나는 흑갈색 액체 장으로, 콩을 소금물에 발효시켜 만든다. 장(醬) 또는 장유(醬油)라고도 부른다. 콩 이외에도 다른 곡식이 들어가기도 하며, 발효에 누룩곰팡이 또는 간장누룩곰팡이가 이용된다. 간장은 중국에 그 기원을 두며, 동아시아와 동남아시아에서 조미료로 널리 쓰인다. 대부분 간장은 간을 맞추는데 쓰인다.

## 역사
간장이란 이름의 기원은 중국의 醬(장)으로 본다. 기원전 2세기 중반에 쓰여진 《주례》에 醬(장)이라는 한자가 처음 기록되었는데, 이때 醬(장)은 염장 발효 조미료를 두루 일컫는 말이었다. 고대 중국 황실의 醬(장)은 고기를 소금에 절여 발효시켜 만들었는데, 이는 현대에 어장을 만드는 방식과 비슷하다. 민간에 전해지면서 고기 대신 콩을 사용하게 되었다.
한국에서는 삼국시대 이전부터 된장, 간장이 섞인 걸쭉한 두장을 담가 먹다가, 삼국시대에 간장과 된장을 분리하는 기술이 생긴 것으로 보인다. 4세기에 지어진 고구려의 고분인 안악 3호분 벽화를 보면 우물가에 장을 담근 장독대가 그려져 있으며, 중국의 《삼국지》 〈위서〉 오환선비동이전 고구려 편에 "고구려가 장양(贓釀: 장 담그기, 술 빚기 등의 발효식품 제조)을 잘한다"는 기록이 있다. 683년 신문왕 3년 2월 봄 《삼국사기》에는 왕이 내물왕 8세손인 일길찬 김흠운의 딸을 왕비로 맞아들일 때 폐백 음식으로 장(醬), 메주(皼, 메주), 해(醢, 젓갈)을 준비했다는 기록이 남아 있다.
《고려사》 〈식화지〉에는 1018년(현종 9년) 거란의 침략 때와 1052년(문종 6년) 기근 때 굶주린 백성에게 간장과 된장을 나누어주었다는 기록이 있다.
조선시대 문헌인 《구황촬요》와 《증보산림경제》에는 각각 조장법(造醬法)항과 장제품조(醬諸品條)에서 장을 잘 담그는 방법을 상세히 제시하고 있으며, 《규합총서》에는 장 제조법 뿐만아니라 장 담그는 날 택일법, 금기사항, 보관관리법 등도 기록돼 있다. 이를 보면 현재의 장 담그기와 같은 방법이 정착된 것을 알 수 있다. 《훈몽자회》에 ""이라는 표기가 나온다.

## 제조법

### 재래식

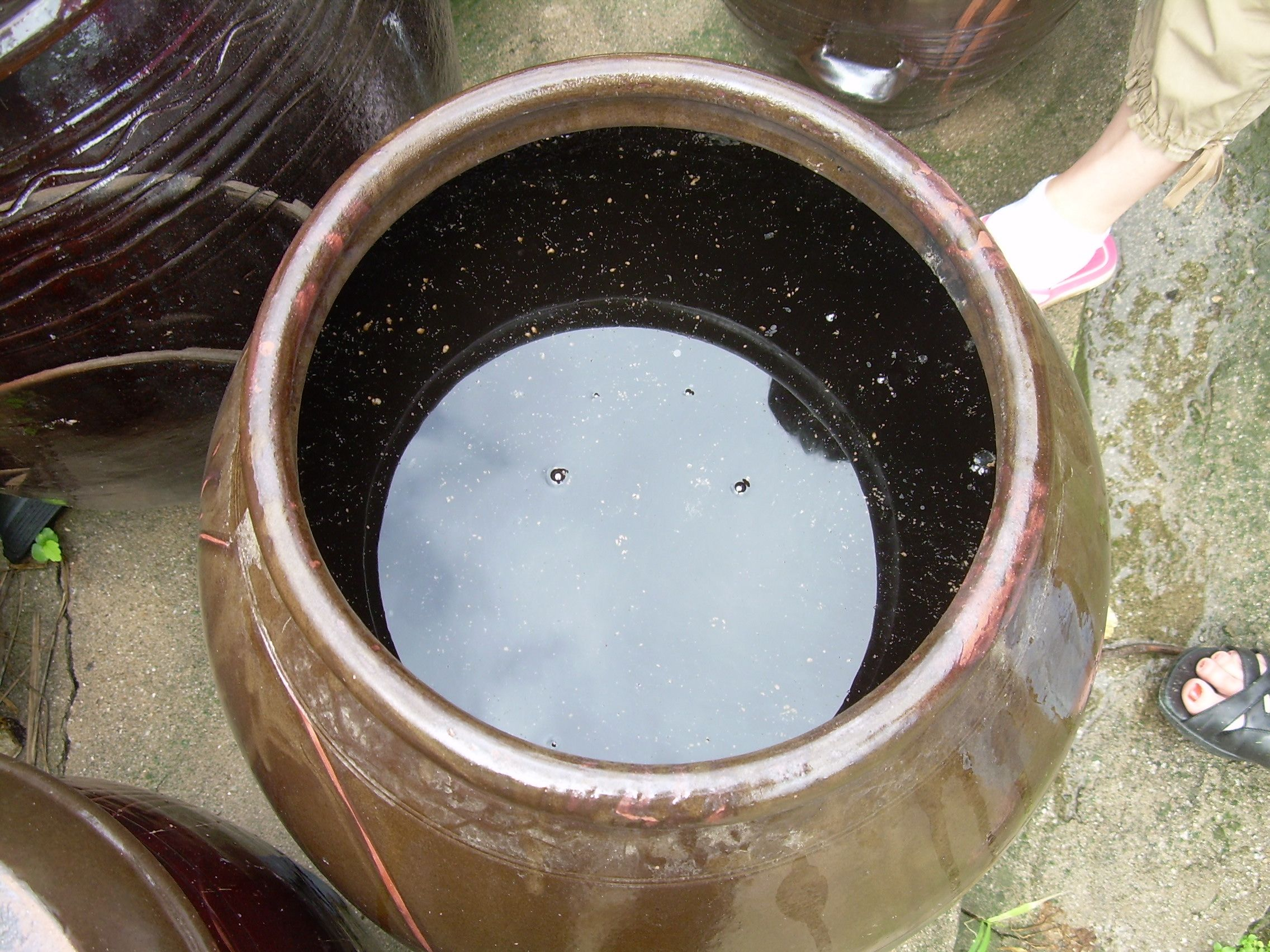
한국의 전통 간장

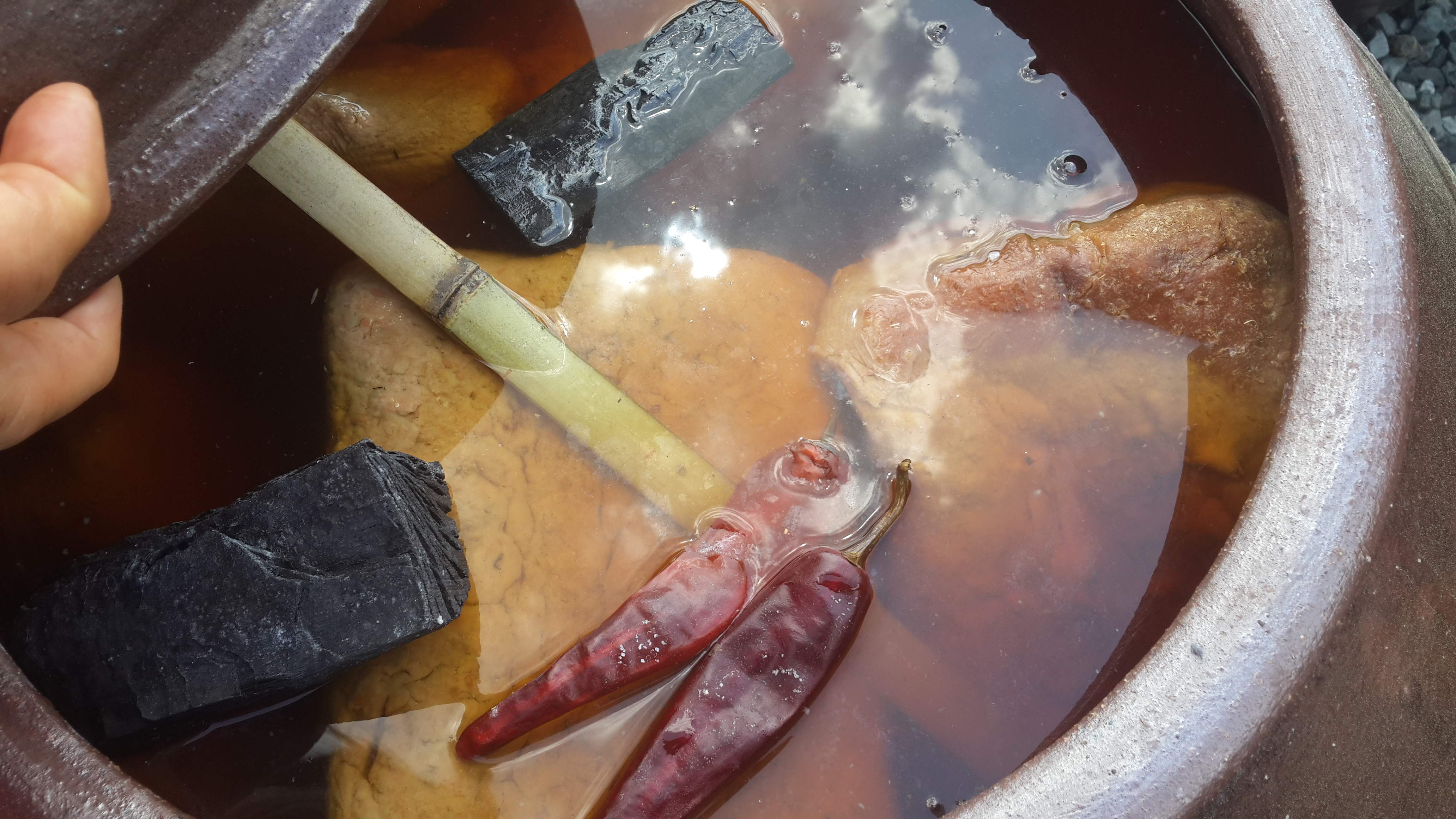
된장과 간장이 담긴 장독

전통적으로 입동 전후에 메주를 쓴다. 콩을 불린 다음에 물을 붓고 큰 무쇠 솥에서 삶아서 절구에 찧으면 메주밥이 되는데, 이 메주밥을 한두 되 정도 둥글거나 네모나게 빚어 서늘한 곳에서 일주일 정도 말린다. 메주가 단단해지면 볏짚으로 엮어 처마 끝에 매달아 띄우거나, 더운 온돌방에서 메주 사이 사이에 볏짚을 한 켜씩 놓아 띄운다. 이듬해 정월 경에 잘 뜬 메주를 겉을 깨끗이 씻어 햇볕에 바짝 말린다.
그 다음에는 장독에 끓인 소금물을 붓고 메주를 담가 두는데, 이때 메주가 소금물에 둥실 뜨면 간이 알맞다. 장을 담글 때 고추와 숯을 띄우기도 하는데, 이것은 숯이 불순물을 빨아들이고 고추가 살균 작용을 하기 때문이지만, 장독에 치는 금줄과 함께 주술적인 의미를 갖기도 한다.
시간이 지나 메주가 잘 발효되었을 때 소금물 안에서 삭은 메주를 꺼내고 나머지 국물을 달인 것이 간장이며, 간장을 떠낸 뒤 삭은 메주를 건져서 으깬 것이 된장이다. 담은 지 한 해가 되지 않은 진하지 않은 간장은 햇간장 또는 청장(淸醬)이라 부르며, 3-4년 묵은 것은 중간장, 5년 이상 묵어 아주 진하게 된 것은 진간장(津-醬)이라 부른다. 진간장은 진장(陳醬), 농장(濃醬), 진감장(陣甘醬)이라고도 부른다.

### 개량식
재래식 메주는 콩으로만 쑤어 간장과 된장 겸용으로 먹지만, 개량식 메주는 삶은 콩에 쌀, 보리, 밀 같은 종곡을 첨가해 발효시키고 간장용과 된장용이 따로 있다. 메주에 종곡을 심으면 유기산생산균이 번식하고 효소 역가가 높아지는데, 일본식 미소와 쇼유를 만들 때도 이런 방식을 쓴다.
또한 자연적으로 여러 가지 누룩곰팡이가 번식하게 두는 재래식 메주에 비해, 공장에서 생산하는 개량식 메주는 단일균종(황국균)을 배양해서 이것으로 만든 발효제를 삶은 콩에 접종, 발효시켜 만든다.

### 산분해
기름기를 뺀 콩과 곡식 등의 원료를 염산으로 짧은 시간 안에 가수 분해하여 아미노산을 생성시킨 뒤, 수산화 나트륨 또는 탄산 나트륨으로 중화하고 여과 및 정제를 거쳐, 소금으로 간을 맞추고 간장의 색과 맛을 내는 첨가물을 넣어 제조한다.

## 한국의 간장
한국의 간장은 크게 한식간장과 개량간장으로 나뉘며, 그 외에 물고기의 단백질로 만든 제주도의 어간장이 있다.

### 한식간장
재래식 간장으로도 부른다. 현대에는 주로 국에 넣는다 하여 국간장이라고도 부르며, 왜간장과 비교하여 이를 때는 조선간장으로, 양조장 등에서 만든 개량된 간장과 비교하여 집에서 만든 간장을 이를 때는 집간장으로 부르기도 한다.
한국의 전통적인 방법으로 만드는 간장으로, 비교적 색이 연하고 짠맛이 강하다. 콩으로 만든 메주를 소금물에 담가 발효시킨 뒤, 우려낸 국물을 떠내어 솥에 붓고 달여서 만든다. 한식메주를 주원료로 하는 것은 재래한식간장으로, 개량메주를 주원료로 하는 것은 개량한식간장으로 부른다.

### 개량간장
한식간장과는 달리 메주를 쓰지 않고 만든 간장으로, 개화기 이후 들어온 일본식 간장이라 하여 왜간장으로도 부른다. 한식간장에 비해 짠맛이 약하고 색이 진하다. 색이 엷은 국간장과 구분해 진간장이라 부르기도 한다.
만드는 방법에 따라서 양조간장, 산분해간장, 효소분해간장, 혼합간장 등으로 나뉜다.

#### 양조간장
양조간장(문화어: 띄운간장, 발효간장)은 대두(콩), 탈지대두(기름을 짜낸 콩) 또는 곡류 등을 증자하고 종국을 첨가한 후 제국실에서 배양하여 얻은 효소 활성이 있는 국을 식염수 등을 섞어 발효와 숙성시킨 후 그곳에서 나온 액체를 가공한 것을 말한다. 이때 탈지대두는 7.0% 이상이어야 하며, 대두 또는 탈지대두를 섞어서 사용하는 경우에는 9.0% 이상이어야 한다.

#### 산분해간장
단백질을 함유한 원료를 (염산 등의) 산으로 녹여서 가수 분해한 후, 수산화 나트륨 또는 탄산 나트륨으로 중화하여 아미노산을 만든 후 소금과 첨가물을 넣어 제조한 것을 말한다. 화학간장이나 아미노산간장이라고도 부른다.

#### 효소분해간장
단백질을 함유한 원료를 효소로 녹여서 가수 분해한 후 그 나머지 액체를 가공한 것을 말한다.

#### 혼합간장
혼합간장은 여러 가지 방법으로 만들 수 있다. 한식간장 또는 양조간장에 산분해간장 또는 효소분해간장을 적절한 비율로 혼합하여 가공하거나, 산분해간장의 원액에 단백질 또는 탄수화물 원료를 첨가하여 발효, 숙성시킨 액체를 가공한 것은 혼합간장이다. 그 외에 이 원액에 양조간장 원액이나 산분해간장 원액 등을 적정 비율로 혼합하여 가공한 것 또한 혼합간장이라 부른다.

### 기타

#### 어간장
어간장(문화어: 물고기간장)은 어장이나 생선간장이라고도 부른다. 콩으로 만드는 간장과 달리 물고기의 단백질을 사용해 만든다. 영어권에서는 콩으로 만드는 소이소스(영어: soy sauce)와 구별해 피시소스(영어: fish sauce)로 부른다.

## 다른 나라의 간장

### 중화권

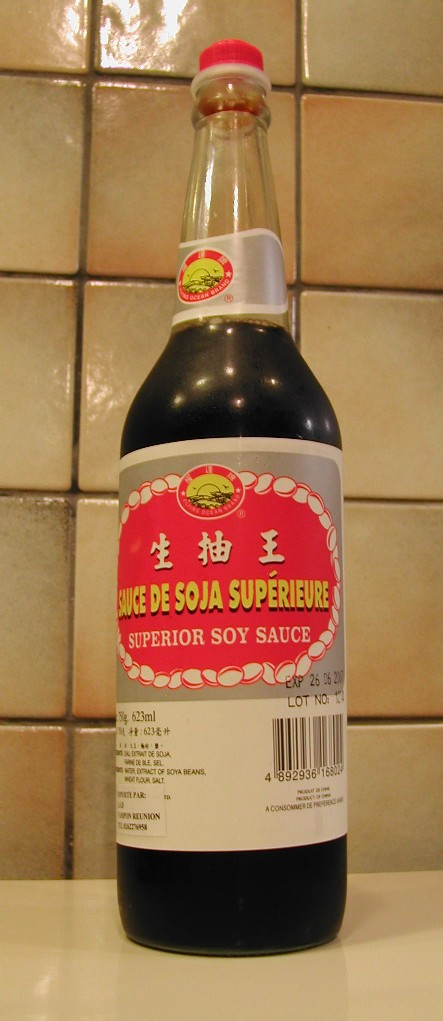
생추

중국의 간장은 장유(酱油)라고 부르며, 크게 생추간장(生抽酱油 성처우장유[*])과 노추간장(老抽酱油 라오처우장유[*])으로 나뉜다.
- 생추(生抽 성처우[*]) – 생간장이라고도 부르며, 영어권에서는 연간장(light soy sauce)이라 부른다. 색이 엷어 적갈색을 띠며, 중국 요리에 두루 쓰는 간장으로 짠 맛을 낸다.
- 노추(老抽 라오처우[*]) – 노간장 또는 노두유라고도 부르며, 영어권에서는 진간장(dark soy sauce)이라 부른다. 빛깔이 짙고 광택이 도는 간장으로, 짠 맛이 덜하고 감칠맛이 난다. 캐러멜 색소나 당밀이 들어 있기도 하며, 간을 맞추기보다는 음식에 색을 내기 위해 쓴다.

타이완에서는 단맛이 나고 걸쭉한 장유가오를 먹는다.

### 인도네시아
인도네시아에서는 간장 등 소스가 케찹(kecap)이라 불린다. 케첩과 어원이 같다. 걸쭉한 단간장(kecap manis 케찹 마니스[*])이 기본으로 쓰이는데, 야자설탕이 들어가 당밀 같은 맛이 난다. 달지 않은 짠간장(kecap asin 케찹 아신[*])도 사용되며, 간장 외에 어장(kecap ikan 케찹 이칸[*])과 우스터셔 소스(kecap inggris 케찹 잉그리스[*])를 일컬을 때도 kecap이라는 낱말이 사용된다.

### 일본

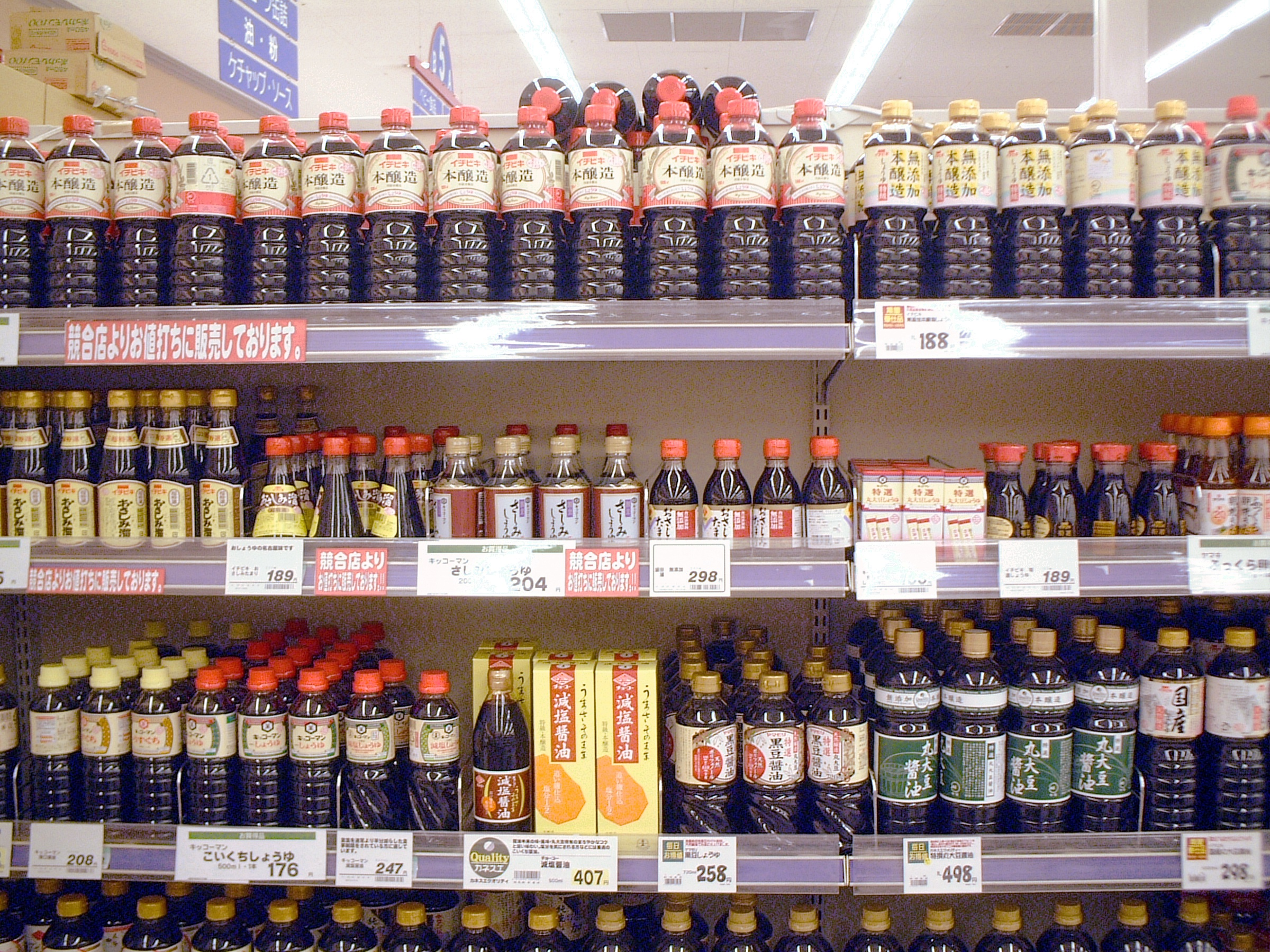
일본 슈퍼마켓의 간장 코너

일본에서는 간장을 쇼유(醤油)라고 부르며, 일본 간장은 크게 다섯 가지로 분류한다.
- 진간장(こいくち醤油 코이쿠치 쇼유[*]) – 일반적인 간장으로, 일본 간장 생산의 80%를 차지한다. 콩과 밀이 거의 비슷한 비율로 들어간다.
- 연간장(うすくち醤油 우수쿠치 쇼유[*]) – 코이쿠치 간장보다 더 짜고 색이 엷다. 아마자케가 들어간다.
- 타마리간장(たまり醤油 타마리 쇼유[*]) – 밀이 거의 들어가지 않고, 콩으로만 만든다. 미소 된장의 발효 과정에서 만들어지는 액체 장이다.
- 백간장(白醤油 시로 쇼유[*]) – 타마리 간장과 반대로, 거의 밀로만 만든다. 색이 엷고 단 맛이 난다.
- 재숙성간장(さいしこみ醤油 사이시코미 쇼유[*]) – 소금물 대신 코이쿠치 간장을 써서 생산한 코이쿠치 간장이다. 색이 더 짙고 맛도 더 진하다. 단간장(甘露醤油 칸로 쇼유[*])으로 부르기도 한다.

### 태국
태국에서는 간장을 시이우(ซีอิ๊ว)라고 부른다. 간을 맞출 때는 흰간장(ซีอิ๊วขาว 시이우 카우[*])을 사용하며, 검은간장(ซีอิ๊วดำ 시이우 담[*])은 음식에 색을 내기 위해 쓴다. 단간장(ซีอิ๊วหวาน 시이우 완[*])은 음식을 찍어먹을 때 사용한다. 그 외에 "맛내기 소스"라고도 불리는 맛간장(ซอสปรุงรส 솟 쁘롱 롯[*])이 있다.

## 성분
간장의 염분농도는 보통 18‒20%이며, 간장이 갈색을 띠는 것은 아미노산이 분해되어 생기는 멜라닌과 멜라노이딘 때문이다. 간장의 냄새를 구성하는 성분으로는 알코올, 케톤, 알데하이드, 휘발성 산, 에스터, 페놀 등이 있으며, 간장의 고유한 맛은 베타-메틸 메르캅토프로필 알코올에서 나온다. 그리고 간장을 과다하게 섭취할 경우 신장 기능이 약해지고, 대장용종 등 각종 부작용을 일으킬 수도 있다. 그 외에도 짠 맛에 익숙해지게 되므로 암 등 건강을 더 해치울 수도 있게 된다.

## 쓰임새
- 기름간장, 고기간장(육간장), 단간장, 양념간장, 초간장, 파간장, 풋고추간장의 베이스가 된다.
- 궁중 떡볶이는 간장 양념을 재워둔 쇠고기를 가래떡과 같이 볶아서 만든다.
- 불고기 양념장에 간장이 들어간다.
- 회는 간장에 찍어 먹는다.
- 낫토는 간장을 넣고 비벼서 먹는다.
- 달걀 장조림의 조림장에 간장이 들어간다.
- 간장 게장은 끓여서 식힌 간장에 게를 넣어 만든 밑반찬이다.

## 대체 조미료
- 소금 – 짠맛이 나는 흰색 조미료로, 주성분은 염화 나트륨이다. 바닷물에 약 2.8% 들어 있다.
- 어장 – 콩의 단백질이 아닌 물고기의 단백질로 만든 장이다. 동남아시아에서 널리 쓰이며, 한국의 제주도에서도 어간장을 담가 먹는다.
- 젓 – 물고기나 조개, 또는 생선의 알과 창자를 소금에 절여 삭힌 음식이다.
- 굴소스 – 굴을 소금에 절여 삭힌 뒤, 그 국물로 만든 조미료이다.

## 관련 서적
조선 시대 간장에 관련된 서적은 다음과 같은 것들이 있다.
- 음식디미방 - 1670년 현종 11년 경 정부인 안동 장씨(貞夫人 安東 張氏)가 쓴 조리서이다.
- 규합총서 - 1809년 순종 9년 여성실학자이자 서유구의 형수인 빙허각 이씨가 아녀자를 위해 엮은 일종의 여성생활백과이다.

## 같이 보기
- 메주
- 된장
- 고추장
- 어장
- 막걸리